# Savennes (Puy-de-Dôme)
Savennes ist eine französische Gemeinde mit 96 Einwohnern (Stand: 1. Januar 2022) im Département Puy-de-Dôme in der Region Auvergne-Rhône-Alpes. Sie gehört zum Arrondissement Riom und zum Kanton Saint-Ours (bis 2015: Kanton Bourg-Lastic). 

## Geographie
Savennes liegt etwa 48 Kilometer westsüdwestlich von Clermont-Ferrand. Der Chavanon begrenzt die Gemeinde im Westen und Südwesten. Umgeben wird Savennes von den Nachbargemeinden Messeix im Norden und Nordosten, Singles im Osten und Südosten, Confolent-Port-Dieu im Süden, Saint-Étienne-aux-Clos im Westen und Südwesten sowie Merlines im Nordwesten.

## Bevölkerungsentwicklung
| Jahr                       | 1962 | 1968 | 1975 | 1982 | 1990 | 1999 | 2006 | 2013 |
| Einwohner                  | 312  | 292  | 201  | 160  | 127  | 119  | 107  | 90   |
| Quellen: Cassini und INSEE |      |      |      |      |      |      |      |      |

## Sehenswürdigkeiten
- Kirche Saint-Genès